# Reino do Kubang Pasu Darul Qiyam
Kubang Pasu, oficialmente conhecido como o Reino do Kubang Pasu Darul Qiyam (em malaio:  Kerajaan Kubang Pasu Darul Qiyam; Jawi:كراجأن كوبڠ ڤاسو دارول قييم; em tailandês:  เมืองกุปังปาสู; Mueang Kupạngpasu) foi um histórico reino malaio localizado no norte da Península Malaia. O estado foi criado em 1839 como uma honra para Tunku Anum, um membro da nobreza Quedá, depois dos seus esforços para restaurar os laços diplomáticos entre Quedá e Sião durante a Perang Musuh Bisik (A Guerra dos Inimigos Sussurrados) de 1821. O reino testemunhou o reinado de dois monarcas antes de voltar a ser reunificado com Quedá em 1864.

## História

### Origem
A Queda de Quedá sob as mãos de Sião tinha deixado o reino sobre os seus joelhos em 1821. A devastação causada pelo avanço dos poderes de Sião havia feito com que o Sultão de Quedá, Ahmad Tajuddin Halim Shah II, se retira-se para a Ilha de Penang e vivesse no exílio, em Malaca. A partir de Malaca, ele lançou várias rebeliões falhadas na tentativa de recapturar o seu antigo reino, de 1828 a 1831 e entre 1838 e 1839.
Foi durante este tempo que Tunku Anum se elevou em destaque na arena política de Quedá. Ele é um membro da elite política, da Casa Real de Quedá e o filho de Tunku Abdul Rahman, governador do distrito de Chenak. Anteriormente, ele foi nomeado como um representante do reino para o Bunga Mas, o tributo para o Sião, em agosto de 1809, em que lhe foi concedido o título honorífico de Tengku Paduka Raja Jambangan.
Durante o ocupação siamesa de Quedá, ele conseguiu ganhar influência, com o fortalecimento do seu relacionamento com Phya Sina Nunchit, o administrador siamês de Quedá e o filho do governador de Ligor. As suas ambições políticas foram, em grande medida, alimentadas pelo seu desejo de libertas o reino do imperialismo siamês.